# Aulacigastridae
Aulacigastridae là một very small Họ của flies được gọi là sap flies. The family Stenomicridae used to be included within this family, but was moved by Papp năm 1984.
The larvae of sap flies feed on the sap của rụng lá và coniferous trees (sap runs) and feed on micro-organisms within the sap. Adults feed on nectar, và other fermenting substances.

## Hình ảnh